# Schloss Johnsdorf (Schlesien)
Schloss Johnsdorf (polnisch Zamek graniczny Janowiec) ist ein verfallener Schlossbau in Janowiec (deutsch Johnsdorf) in der Landgemeinde Małomice im Powiat Żagański der Woiwodschaft Lebus in Polen.

## Geschichte
Johnsdorf gehörte zum Saganer Augustiner-Chorherrenstift. Aus lehensrechtlichen Gründen zogen die von Nechern 1545 nach Johnsdorf, das direkt auf der Grenze zwischen den Herzogtümern Glogau und Sagan lag. Der damalige Herzog von Sagan Moritz von Sachsen verlangte, dass die Herren von Johnsdorf im Herzogtum Sagan ansässig sein müssten.
Es lassen sich zwei Phasen des Schlossbaus unterscheiden. Nachweisbar ist, dass gegen Ende des 15. Jahrhunderts der Bau ein dreiflügeliges Gebäude war, das von der Ostseite mit einer Mauer und einem Tor abgeschlossen war. Auf der Hofseite, am westlichen Flügel, befand sich ein zweijochiger Kreuzgang, der das Erdgeschoss und das erste Stockwerk einnahm. In der zweiten Bauphase Mitte des 16. Jahrhunderts wurde es im Stil der Renaissance umgebaut, wobei der östliche Teil des Baus mit einem neuen Flügel überbaut wurde. Zu Beginn des 17. Jahrhunderts gelangten Schloss und Gut testamentarisch an Karl von Kittlitz, ab 1687 waren die von Redern Besitzer, danach bis 1945 eine Linie der Dohna.
Nach dem Übergang fast ganz Schlesiens infolge des Zweiten Weltkriegs 1945 an Polen wurde das Schloss 1949 als Volkseigenes Gut dem staatlichen landwirtschaftlichen Betrieb PGR zugewiesen. 1962 brannte es ab.

## Bauwerk
Das Schloss ist ein Viereckbau mit quadratischem Innenhof ohne Arkaden, ähnlich den Schlössern Dieban, Lobris, Köben, Gießmannsdorf, oder Schwarzbach. An der rechten Ecke der Frontseite ist ein schmaler Vorbau angebaut, links ist ein einachsiger Vorbau nach vorne geschoben und die Südostseite zeigt einen unregelmäßigen Vorbau. Im Inneren hatten einige der Erdgeschossräume noch spätgotische Kreuzrippengewölbe, was bezeugt, dass der Bau mittelalterliches Mauerwerk enthält. Auffallend sind die verzahnten Eckquader der Hauptfront.
Im 18. und 19. Jahrhundert wurde das Schloss renoviert. Seit dem Brand 1962 ist es Ruine.
Der dem Schloss benachbarte Speicher mit Kreuzstockblenden im Staffelgiebel stammt vermutlich noch aus dem Baubestand des Augustiner-Chorherrenstifts.